# Grete Beier

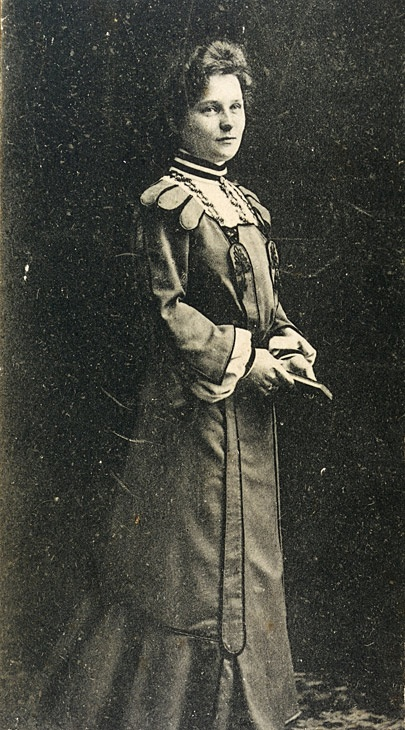
Grete Beier

Marie Margarethe Beier, genannt Grete Beier, (* 15. September 1885 in Erbisdorf; † 23. Juli 1908 in Freiberg) war die letzte Frau, die im Königreich Sachsen hingerichtet wurde.

## Leben

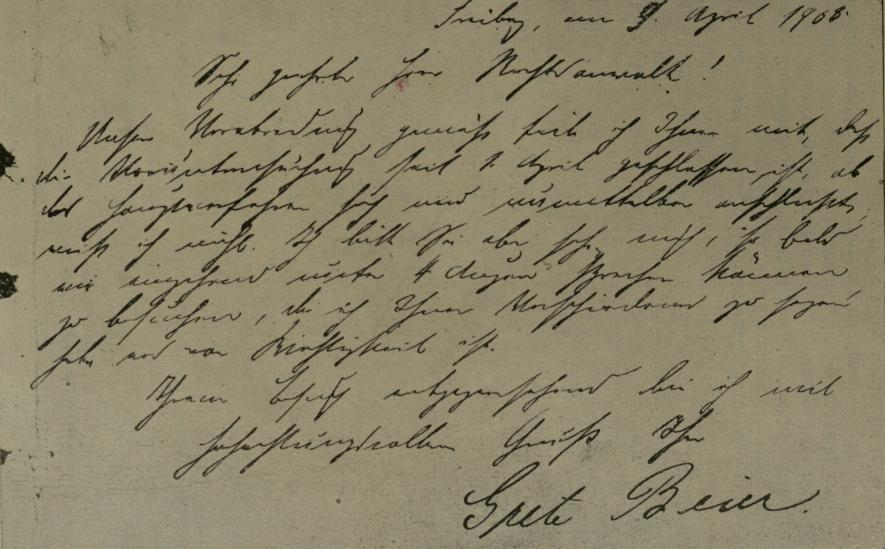
Brief Grete Beiers

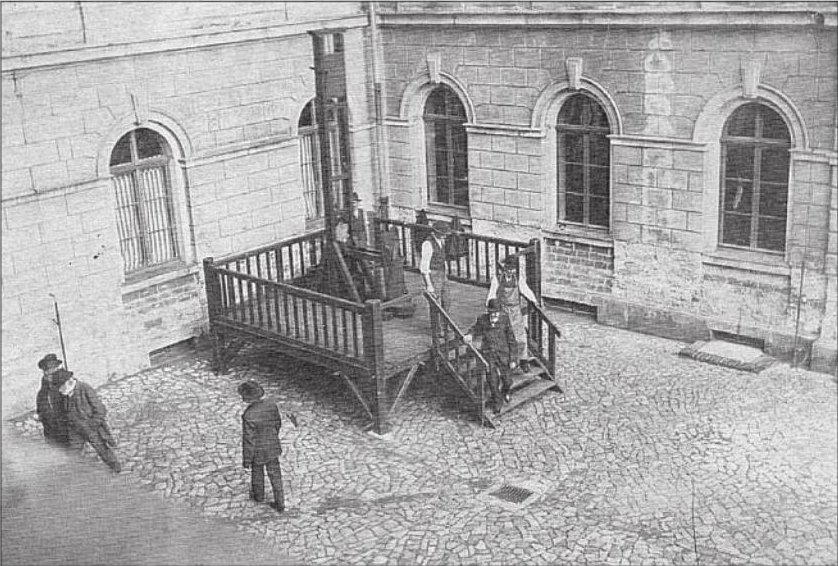
Aufbau der Guillotine für Grete Beiers Hinrichtung

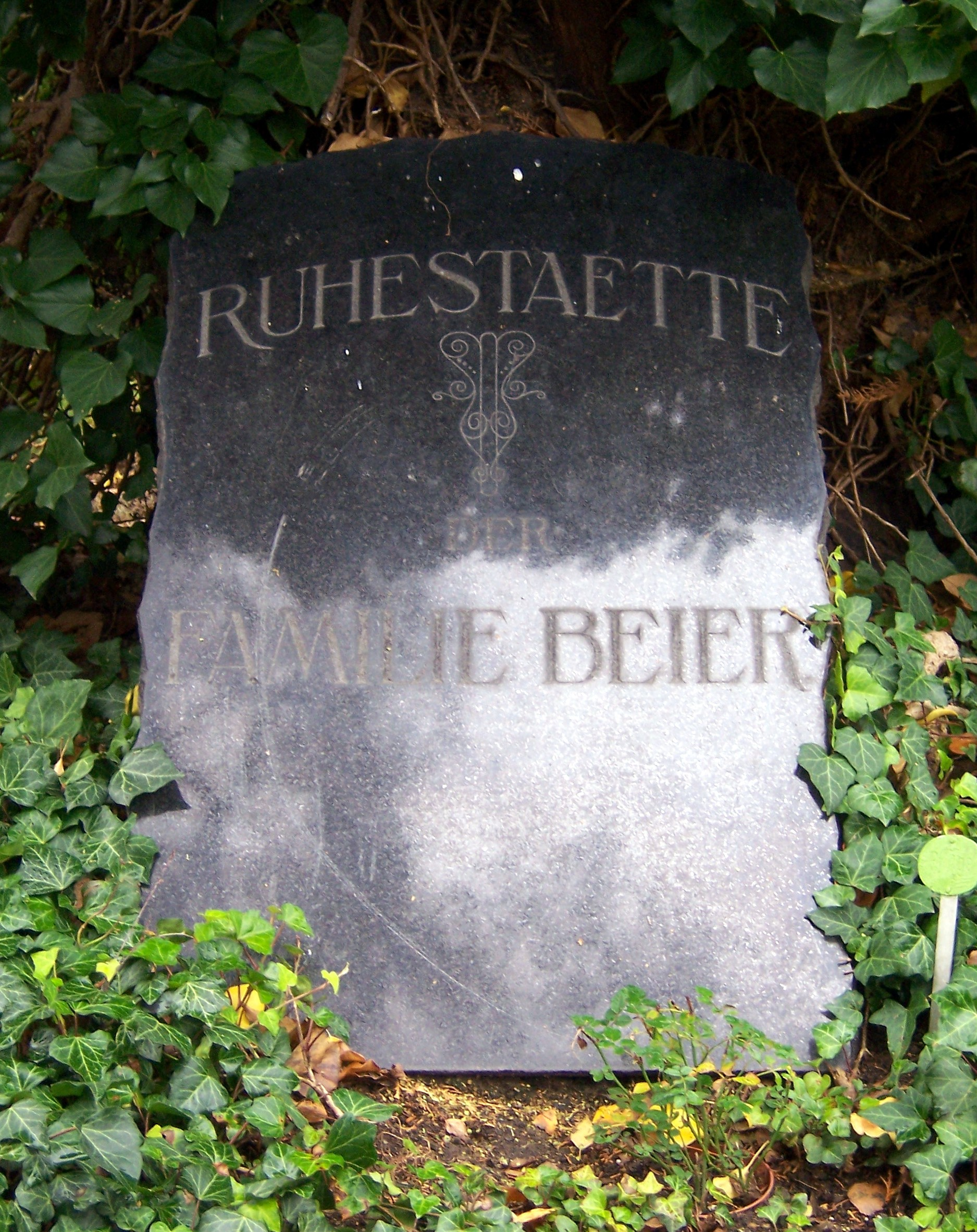
Grab von Grete Beier auf dem Johannisfriedhof in Dresden

Grete Beier war die Tochter des Brander Bürgermeisters Ernst Theodor Beier und seiner Frau Ida Karoline, geborene Clausnitzer.
1905 lernte sie den Handlungsgehilfen Johannes Heinrich Merker kennen und verlobte sich ohne Wissen ihrer Eltern heimlich mit ihm. Nachdem sie die Beziehung zu ihm wegen seiner Untreue abgebrochen hatte, lernte sie 1906 den Oberingenieur Heinrich Moritz Curt Preßler kennen und verlobte sich auf Wunsch der Eltern mit ihm.
Gretes Verhältnis zu Preßler blieb stets kühl, und wegen dessen herrischer Art kam es recht bald zu Streit zwischen beiden. Daraufhin nahm sie heimlich den Kontakt zu Merker, gegen den inzwischen wegen Unterschlagungen ermittelt wurde, wieder auf. Aus diesem Verkehr wurde sie schwanger und ließ das Kind im November 1906 illegal abtreiben.
Ihr Verlobter Preßler plante für den 14. Mai 1907 die Hochzeit. Grete suchte dies zu verhindern und machte gleichzeitig Merker Hoffnungen, indem sie ihm gefälschte Liebesbriefe einer nicht existenten Italienerin namens Eleonore Ferroni an Preßler zuspielte.
Nachdem im April 1907 ein Verwandter, der Verwalter des Armenhauses in Freiberg, Kröner, verstorben war, fälschte sie dessen Testament, entwendete Geld aus einer im Hause ihrer Eltern aufbewahrten Kassette Kröners und hob dessen Erspartes ab, wobei sie sich das Geld mit Merker teilte.
Zur gleichen Zeit wurde in einer Freiberger Zeitung eine Leseranfrage zur Gestaltung eines Testamentes zur Einsetzung der Braut als Alleinerbin beantwortet und abgedruckt.
Wenige Tage später setzte Grete Beier ein gefälschtes Testament ihres Bräutigams auf, vergiftete ihn am Vortag der geplanten Hochzeit in Chemnitz mit Zyankali und schoss ihm dann mit einem Revolver in den Mund, um seinen Suizid vorzutäuschen. Unmittelbar nach der Tat verschickte sie weitere Briefe der Frau Ferroni, um den Suizid glaubhaft zu machen.
Im Mai 1907 wurde der Diebstahl aus der Kassette festgestellt. Im Zuge der Ermittlungen versuchte Grete Beier mit weiteren Fälschungen und Lügen den Verdacht auf andere zu lenken. Nach ihrer Verhaftung im Juni 1907 wurde auch ein Verfahren wegen Abtreibung eingeleitet. Wenig später wurde auch ihr Geliebter Merker verhaftet. Im November gestand sie dann den Mord an Preßler.
Nachdem ein Gnadengesuch von König Friedrich August III. abgelehnt worden war, wurde Grete Beier am 23. Juli 1908 im Alter von 22 Jahren durch den Landesscharfrichter Moritz Brand auf dem Schafott im Hof des Landgerichts Freiberg guillotiniert. Sie wurde im Familiengrab auf dem Johannisfriedhof in Dresden bestattet.

## Wirkung
Dieser Fall sorgte für viel Aufsehen, zum Teil auch für öffentliche Empörung über die Vollstreckung des Urteils. In verschiedenen Presseerzeugnissen wurde noch Jahre danach auf die Hinrichtung Grete Beiers Bezug genommen. Unter dem Pseudonym Ignaz Wrobel glossierte Kurt Tucholsky den Fall im Jahre 1913 in der Schaubühne:

„Was das Milieu angeht, so lese man Grete Beier: nicht der Mord am Schluß hat diese Atmosphäre von Dumpfheit, schlechter Luft und schmierigem Eßgeschirr geschaffen. »Während des Kaffeetrinkens fing er davon an, wie schade es sei, dass die Hochzeit noch immer nicht stattfinden könne. Er könne nicht ewig mit der Hochzeit warten. Nun begann er, zärtlich zu werden. Er bot ihr Eierkognak an, sie danke, sie trinke keinen. So solle sie ihm wenigstens ein Gläschen einschenken. Damit ging er hinaus, um das Klosett aufzusuchen.« Liebst sie, liebst sie! So wirds gemacht, und wenn nicht grade eine Gerichtsverhandlung oder ein falsch adressierter Brief ein Zipfelchen vom Vorhang hochhebt – wir wüßtens nicht.“

Im Jahre 1912 schrieb Tucholsky im sozialdemokratischen Vorwärts über die Hinrichtung eines verurteilten Raubmörders:

„(…) eine Tür öffnet sich und sie zerren einen Menschen heraus, der soll sterben und will nicht. (…) Der Staatsanwalt, Beamter bis in die Schnurrbartspitzen, liest dem Halbirren, vor Angst Vertierten, etwas vor, » … von seinem Begnadigungsrecht keinen Gebrauch gemacht« … er wird überbrüllt, überkreischt von dem Tollen, der sich abquält und sich windet unter den Fäusten der Scharfrichterknechte. (…) Im ganzen waren es diesmal nur 60 (sechzig) Zuschauer, Bei Grete Beier fand ja ein kleines Volksfest statt: damals zierten 200 den Hof.“

### Wissenschaftliche Beiträge
- Gotthold Leistner: Sachsen und die Guillotine. Ein Beitrag zur Geschichte eines Tötungsmonstrums. In: Sächsische Heimatblätter, 48. Jg. (2002) S. 130–149.

### Zeitgenössische Darstellungen
- Schwurgerichtsverhandlung gegen die Bürgermeisterstochter Grete Beier aus Brand bei Freiberg vor dem Königl. Schwurgericht Freiberg angeklagt der hinterlistigen Ermordung ihres Bräutigams des Ingenieurs Preßler. Hager, Chemnitz 1908 (Digitalisat)

### Literarische Bearbeitungen
- Günter Spranger: Das Lügenspiel. Der Kriminalfall Grete Beier. Greifenverlag, Rudolstadt 1980
- Katrin Lange: Ich, Grete Beier, Mörderin. (Theaterstück), Uraufführung: 22. August 2008 Mittelsächsisches Theater Freiberg und Döbeln
- Der Fall Grete Beier findet Erwähnung in Guntram Vespers Roman Frohburg (Preis der Leipziger Buchmesse 2015).
- Kathrin Hanke, Die Giftmörderin Grete Beier, Gmeiner Verlag, Meßkirch 2017

### Mediale Bearbeitungen
- Bereits 1908 wurde die Geschichte der Grete Beier unter dem Titel Im Irrwege der Liebe von Gustav Schönwald verfilmt.[1]

- Der Mitteldeutsche Rundfunk behandelte den Fall am 7. Januar 2008 in der Fernsehdokumentationsreihe „Die Spur der Ahnen“.